# تبييض

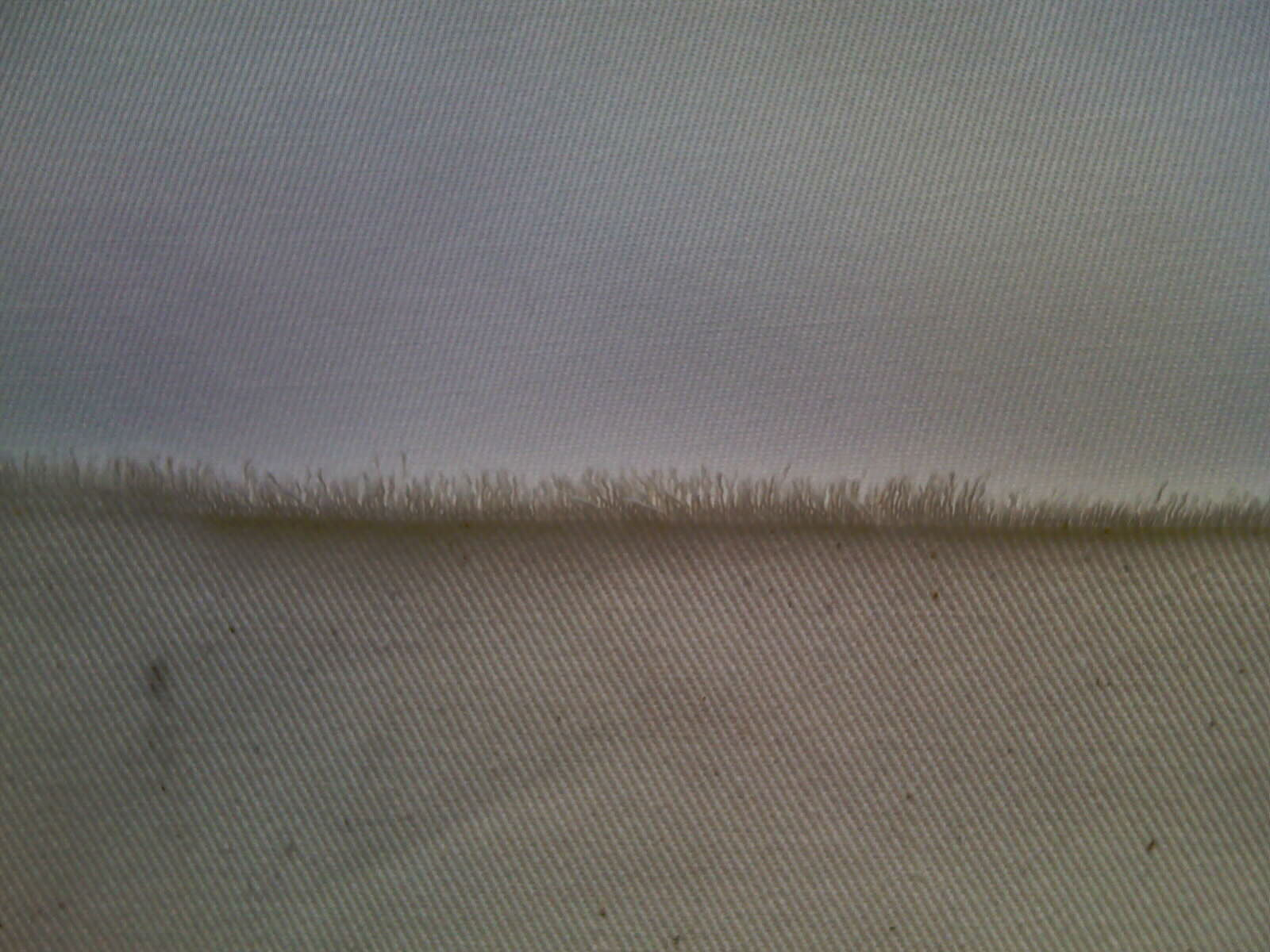
قماش من القطن قبل وبعد القصر

التبييض أو القَصْر أو قصر الألوان هي عملية ضرورية لإزالة الشوائب ذات المصدر الطبيعي أو الصناعي العالقة في الأقمشة للحصول على قماش أبيض صاف ليصبغ أو يطبع بعدها. هذه العملية تزيد أيضا ألفة الصباغ للمواد النسيجية.

## في اللغة العربية
بَيَّضَ الشيءَ: صيّره أبيض.
قَصَرَ وقَصَّرَ الثوبَ: دَقَّه وبيَّضَه بالقَصَرة.
القَصْرُ : إزالة اللون من ألياف النسيج أو تخفيفه.
مسحوق القصر: هو مسحوق أبيض كيميائي يُستخدم فيِ إزالة الألوان أو تخفيفها.
القَصَّارُ: المبيِّضُ للثِّياب. وهو الذي يُهَيِّئُ النسيجَ بعد نَسجه بِبَلِّه ودقِّه بالقَصَرَة.
المِقصَرَةُ: عصا القَصَّار التي يَدُق بها الثياب.
القِصَارة: حرفة القصَّار.

## تاريخ
بدأ قصر الثياب مع بداية الحضارات، حيث وجدت قطع من الصوف الأبيض والكتان في الأحافير الأثرية. نقع الإغريق والرومان القماش في محاليل قلوية ثم وضعوها في اللبن الحامض لمعادلة المواد الباقية بعد المعالجة القلوية. ولقد نشروا القماش المعالج على الأعشاب ليبيض بفعل ضوء الشمس والرطوبة. تحتاج هذه العملية عدة أشهر للحصول على قماش أبيض. تسمى هذه العملية بـالتبييض على الحشائش (بالإنجليزية: Grassing)‏. استبدل حمض الكبريت باللبن الحامض حوالي 1790 م. وطوّر سائل القصر حيث حُلَّ الكلور في ماءات البوتاسيوم وذلك في سنة 1790 م. في بداية القرن التاسع عشر، استبدلت ماءات الصوديوم الأرخص بماءات البوتاسيوم. في هذه الأيام تنجز عملية القصر باستخدام الهيبوكلوريت والكلوريت وبيروكسيد الهيدروجين ومشتقات الكبريت.
يتصف القماش الخام المكون من ألياف طبيعية بلونه الأبيض الضارب إلى الصفرة بسبب ألوان الألياف الطبيعية ووجود مواد غريبة في النسيج. تقصر جميع الأقمشة غالبًا، حيث يقصر القماش الخام ليباع كقماش أبيض، كما تقصر الأقمشة المعدة للصباغة أو الطباعة لكي لا تبدو باهتة.

## قصر القطن
تسبق عملية القصر للنسيج القطني عمليتا إزالة البوش والغلي القلوي. أول خطوة في قصر النسيج القطني هي إشرابه بمحلول القصر، ويستخدم عادة بيروكسيد الهيدروجبن، ويستخدم محلول منظم لحفظ باهاء المحلول عند قيمة 10,5. يبخر القماش المشرب والمعصور، ليكتمل عمل القصر، ثم يغسل.
يجب أن نشير هنا إلى أن التبييض بكلوريت الصوديوم يطلق غاز ثاني أوكسيد الكلور وهو غاز سام.

## قصر الصوف
يقصر الصوف في محلول بيروكسيد الصوديوم. الصوف حساس جدا للأوساط القلوية لذلك يجب الانتباه جيدا إلى نوع عملية القصر وظروفها.
عند قصر الأقمشة الحاوية على الألياف الاصطناعية يجب أن تقصر بطريقة مختلفة عن أقمشة الصوف الخالصة. فعند قصر أقمشة الأكريليك، والنايلون 6,6 يستخدم حمض بيروكسي أسيتيك.
عملية الغسل مهمة ومتكاملة مع عملية القصر لأنها توقف عملية القصر بإزالة مواد القصر من النسيج. الغسل طبعا يستهلك كمية كبيرة من الماء. يمكن للنسيج أن يغسل بطريقة الأثواب أو بالعرض المفتوح.